# خانه شجاع‌پور
خانه شجاع پور مربوط به دوره پهلوی اول است و در شهرستان سیرجان، بخش بلورد،خیابان اصلی، کوچه بانک ملی، خانه حسین خان شجاع پور واقع شده و این اثر در تاریخ ۱۸ آذر ۱۳۸۷ با شمارهٔ ثبت ۲۳۹۰۷ به‌عنوان یکی از آثار ملی ایران به ثبت رسیده است.